# 1,4-ジヒドロキシ-2-ナフトイルCoAヒドロラーゼ
1,4-ジヒドロキシ-2-ナフトイルCoAヒドロラーゼ(1,4-dihydroxy-2-naphthoyl-CoA hydrolase、EC 3.1.2.28)は、以下の化学反応を触媒する酵素である。
1,4-ジヒドロキシ-2-ナフトイルCoA + 水{\displaystyle \rightleftharpoons }1,4-ジヒドロキシ-2-ナフトエ酸 + 補酵素A
従って、基質は1,4-ジヒドロキシ-2-ナフトイルCoAと水の2つ、生成物は1,4-ジヒドロキシ-2-ナフトエ酸と補酵素Aの2つである。
この酵素は加水分解酵素に分類され、特にチオエステル結合に作用する。系統名は、1,4-ジヒドロキシ-2-ナフトイルCoAヒドロラーゼ(1,4-dihydroxy-2-naphthoyl-CoA hydrolase)である。メナキノン、フィロキノンや数種の植物色素の生合成に関与している。